# Internazionale Torino
Internazionale Football Club Torino, más conocido como el Internazionale Torino, fue un club de fútbol italiano perteneciente a la ciudad de Turín, dicho club fue creado por una fusión en 1891 y se cree que fue el primer club italiano que se dedicó completamente para el fútbol.

## Historia
Antes de que se creara el Internazionale Torino existían 2 clubes que eran el Torino Fútbol y Cricket Club y Nobili Torino, el primero fue fundado por Edoardo Bosio un trabajador y comerciante textil de la British industry que había llevado el juego a la ciudad de Turin, esto significó que fuera el primer club italiano en participar en la disciplina de fútbol, Sus colores originales eran rayas rojas y negras.
El segundo club, cuyo nombre significaba "Noble Turín ", llevaba el nombre del noble debido a que integraban como miembros al Duque de los Abruzos y Alfonso Ferrero di Ventimiglia (que más tarde se convertiría el presidente de la FIGC). Los colores de Nobili Torino eran ámbar y rayas negras. Cuando ambas escuadras se fusionaron en 1891 para formar el Internazionale Torino, el uniforme se mantuvo los colores del Nobili.

## Participación en el Campeonato Italiano
Junto al Genoa y otros dos clubes turineses, que habían surgido años después de fundado el Internazionale, el Ginnastica Torino y el FBC Torinese, participarían en la primera edición del campeonato italiano de Fútbol en 1898, todos los encuentros fueron jugados en el estadio Velódromo Umberto I de Turin, el torneo comenzó desde semifinales, tanto el Internazionale Torino como el Genoa derrotarían a su rivales el FBC Torinese y al Ginnastica Torino respectivamente con marcador de 2-1, ya en la final el Genoa se convertiría en el primer campeón del fútbol italiano ya que le ganaría por 2-1 al Internazionale Torino.
Al año siguiente otra vez llegaría a la gran final esta vez superaría al Ginnastica Torino por 2-0, así mismo se enfrentaría en la final nuevamente al Genoa que eliminaría al FBC Torinese por idéntico marcador todos los encuentro se los jugaría esta vez en el Campo Piazza d'Armi en Turín ya en la final nuevamente la perdería esta vez por marcador de 3-1.

## Desaparición
Tras dos buenas temporadas en la cual terminarían siendo subcampeón, el club desaparecería en 1900 cuando el club se fusionó con el FBC Torinese, tras la fusión el nuevo club se mantendría el nombre del F.B.C. Torinese.

## Palmarés
| Competiciones Nacionales | Títulos | Subcampeonatos |
| ------------------------ | ------- | -------------- |
| Serie A (0/2)            |         | 1898, 1899.    |

- Datos: Q1538737